# Mückeln
Mückeln ist eine Ortsgemeinde im Landkreis Vulkaneifel in Rheinland-Pfalz. Sie gehört der Verbandsgemeinde Daun an.

## Geographie
Mückeln liegt im Süden der Vulkaneifel und grenzt an den Landkreis Bernkastel-Wittlich.
Zu Mückeln gehören auch die Wohnplätze Am Brandenbüsch und Sprinker Mühle.
Nachbarorte von Mückeln sind die Ortsgemeinden Strohn im Norden, Strotzbüsch im Nordosten, Oberscheidweiler und Hasborn im Süden, Niederöfflingen im Südwesten, Dierfeld im Westen, sowie Wallscheid im Nordwesten.

## Geschichte
Mückeln wird erstmals in einer Urkunde zu einem Grundstücksverkauf aus dem Jahre 1336 gesichert erwähnt. Der Ort wurde im Jahre 1678 von französischen Truppen vollständig zerstört. Ab 1794  wieder von französischen Truppen besetzt, kam der Ort 1815 zum Königreich Preußen. 1944 konnte Pater Michael Demuth eine erneute Zerstörung des Ortes verhindern, als er Soldaten einer deutschen Flakstellung zur Aufgabe überredete. Seit 1946 zählt der Ort zum damals neu gebildeten Land Rheinland-Pfalz.
Statistik zur Einwohnerentwicklung
Die Entwicklung der Einwohnerzahl, die Werte von 1871 bis 1987 beruhen auf Volkszählungen:
| Jahr | Einwohner |
| 1815 | 122       |
| 1835 | 179       |
| 1871 | 175       |
| 1905 | 232       |
| 1939 | 261       |

| Jahr | Einwohner |
| 1950 | 254       |
| 1961 | 258       |
| 1970 | 244       |
| 1987 | 237       |
| 2005 | 228       |

## Politik

### Bürgermeister
Stephan Krahl wurde am 19. Mai 2022 Ortsbürgermeister von Mückeln. Da für eine am 24. April 2022 angesetzte Direktwahl kein Wahlvorschlag eingereicht wurde, oblag die Neuwahl des Bürgermeisters gemäß Gemeindeordnung dem Rat. Dieser entschied sich für den bisherigen Ersten Beigeordneten Krahl. Er wurde im Juni 2024 wiedergewählt.
Krahls Vorgänger Erwin Steffes wurde 2009 erneut Ortsbürgermeister von Mückeln, nachdem er dieses Amt bereits von 1989 bis 1999 ausgeübt hatte. Da bei der Direktwahl am 26. Mai 2019 kein Bewerber angetreten war, oblag die Neuwahl des Bürgermeisters gemäß Gemeindeordnung dem Rat. In seiner konstituierenden Sitzung am 15. August 2019 bestätigte er Steffes für weitere fünf Jahre in seinem Amt. Im Oktober 2021 kündigte Steffes jedoch an, mit Wirkung zum 28. Februar 2022 das Amt vorzeitig niederzulegen. Daher wurde eine Neuwahl erforderlich.

## Kultur und Sehenswürdigkeiten
1974 wurde Mückeln 4. Landessieger im Landesentscheid „Unser Dorf soll schöner werden“.

### Sehenswürdigkeiten
- In der Kirche St. Martin, die 1954 anstelle einer im 18. Jahrhundert errichteten Kapelle erbaut wurde, befindet sich die ehemalige Orgel aus dem ehemaligen Katholischen Vereinshaus Treviris.[9][10][11]

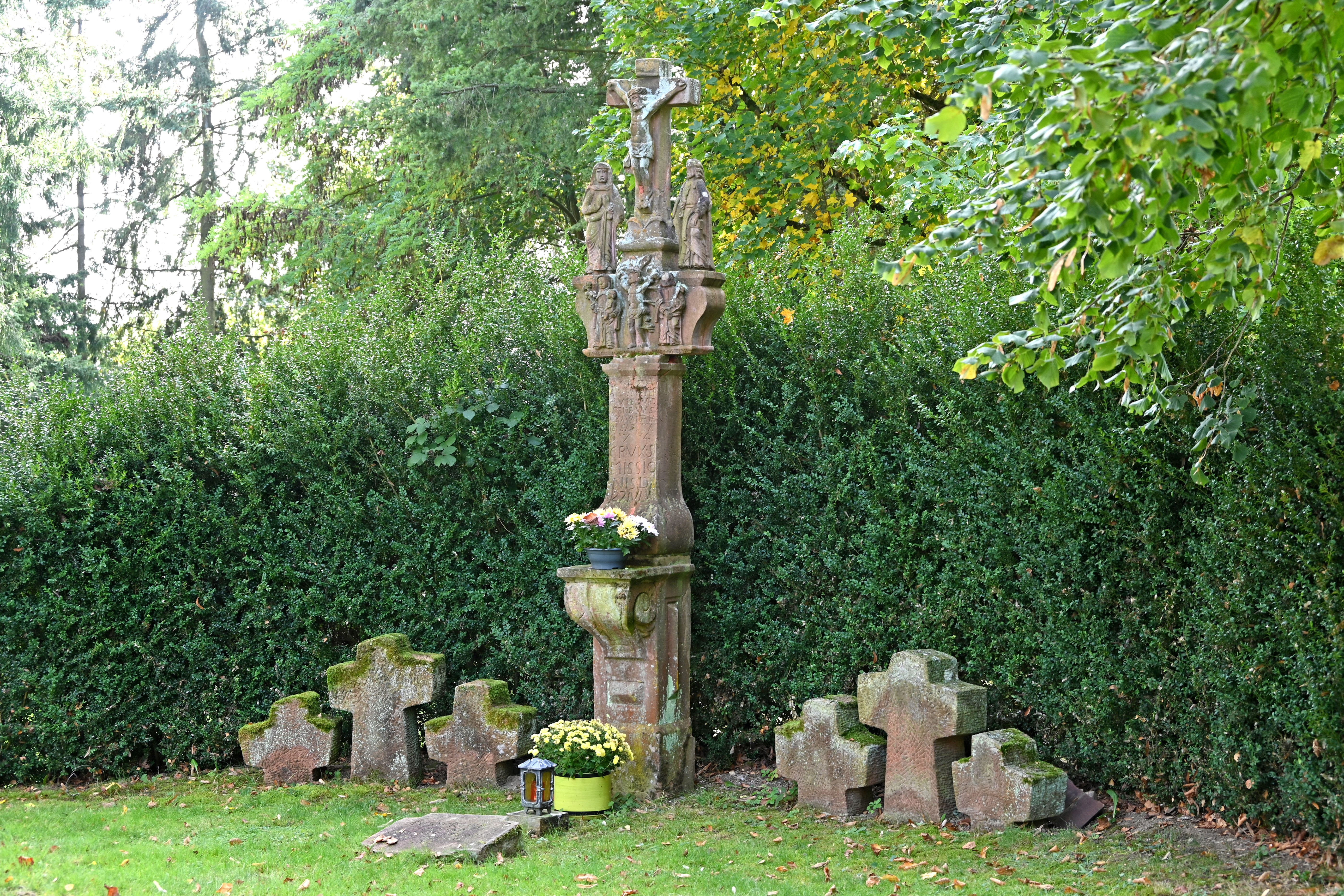
Missionskreuz (1734)
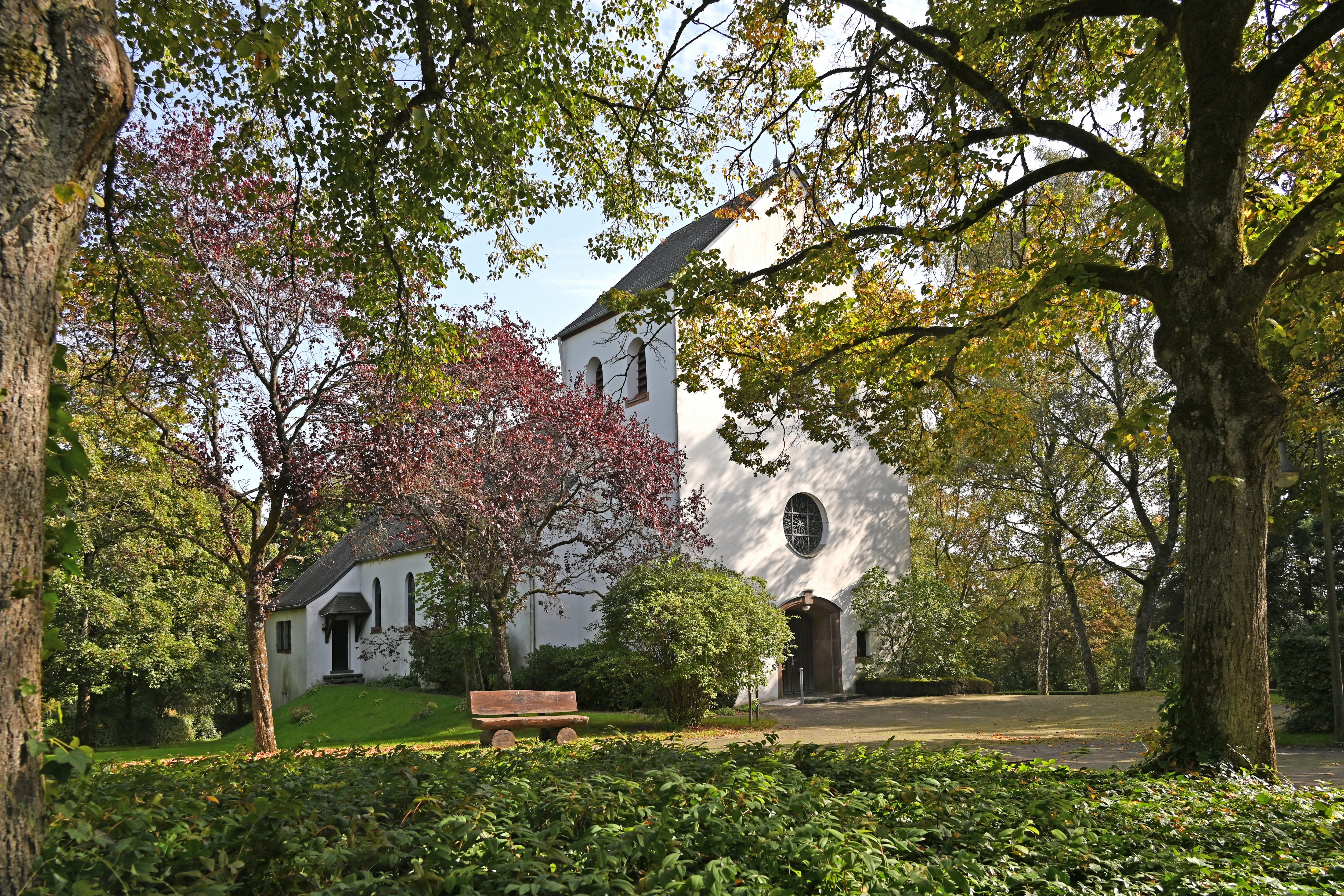
St. Martin von Nordwesten
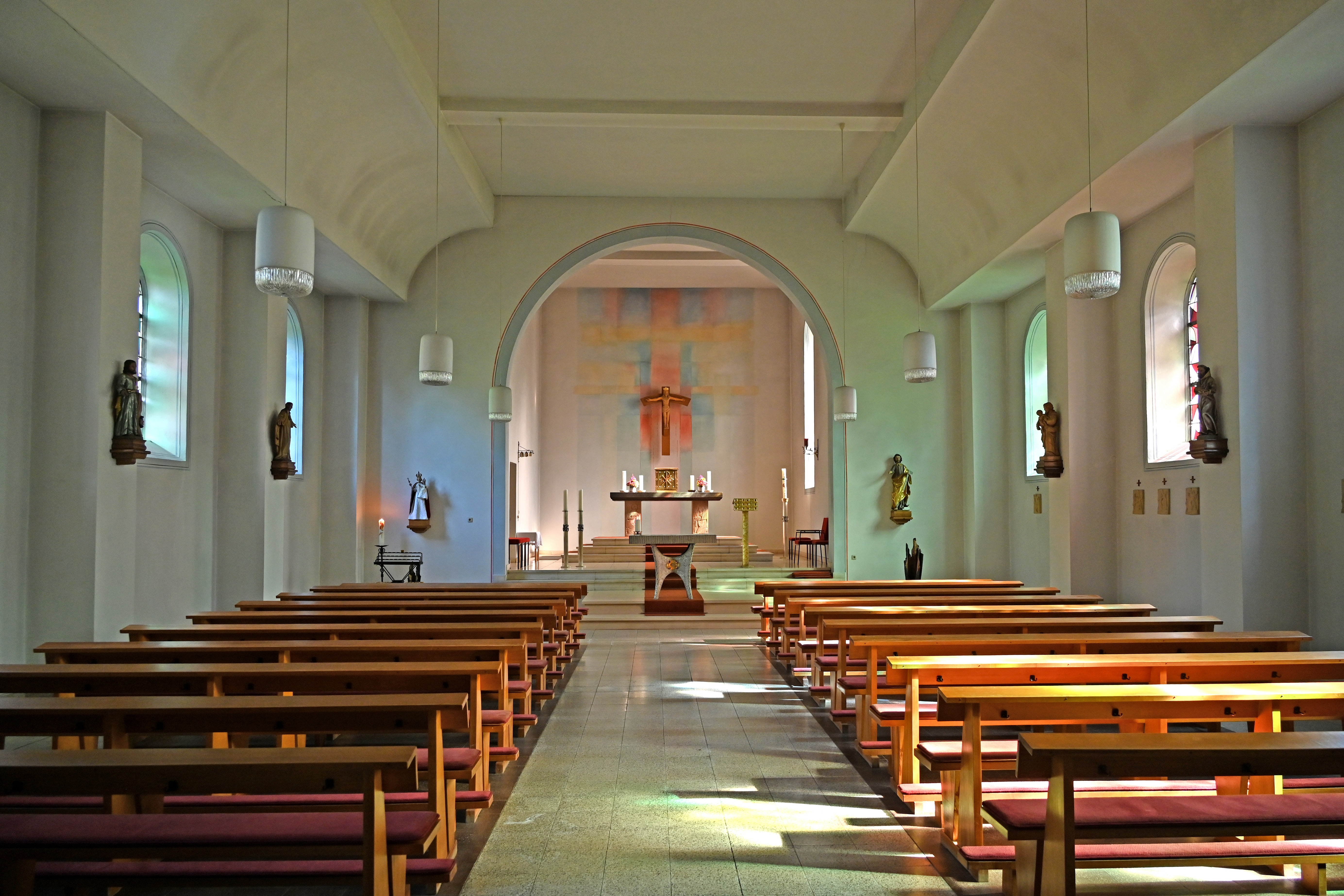
Innenraum
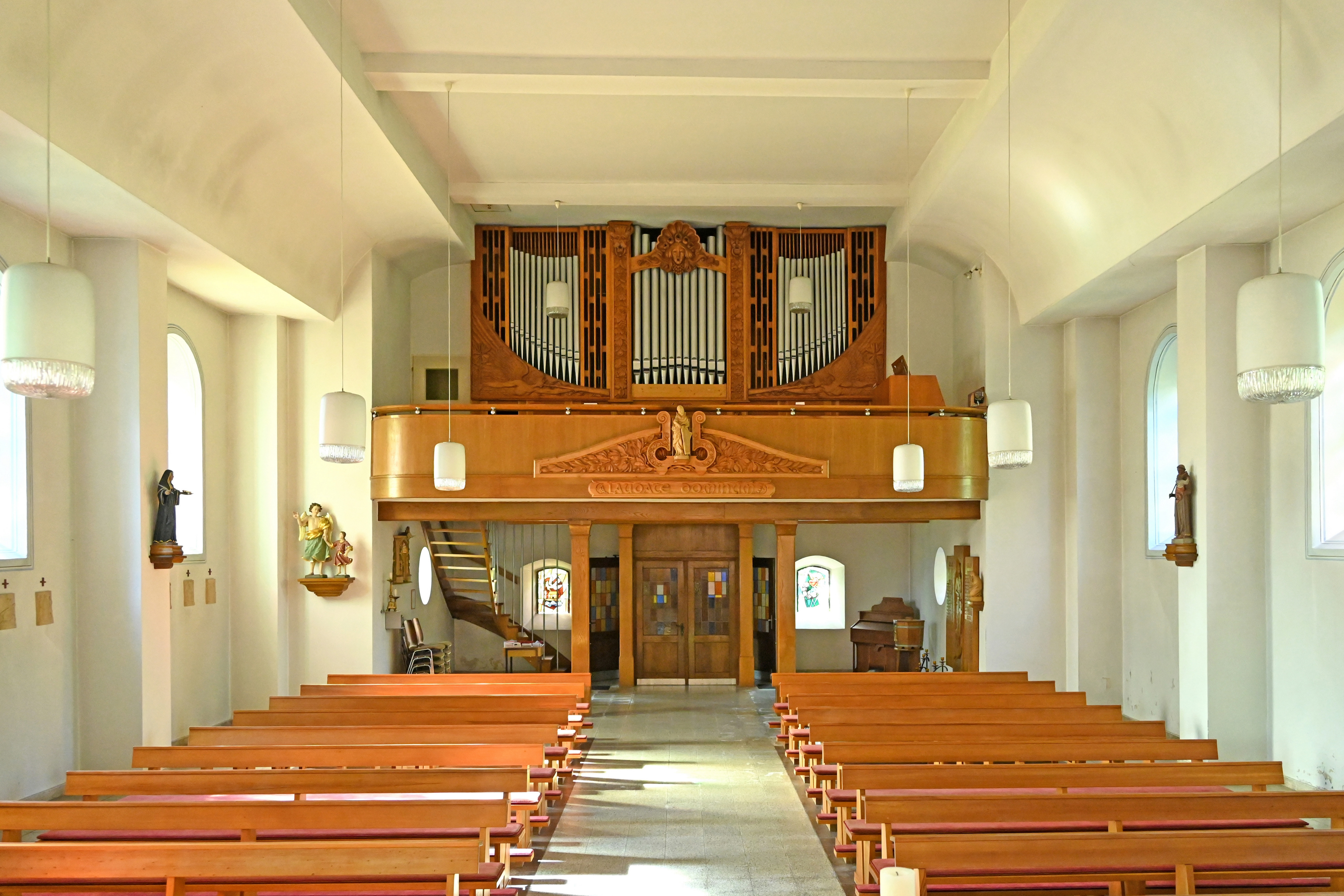
Blick zur Empore
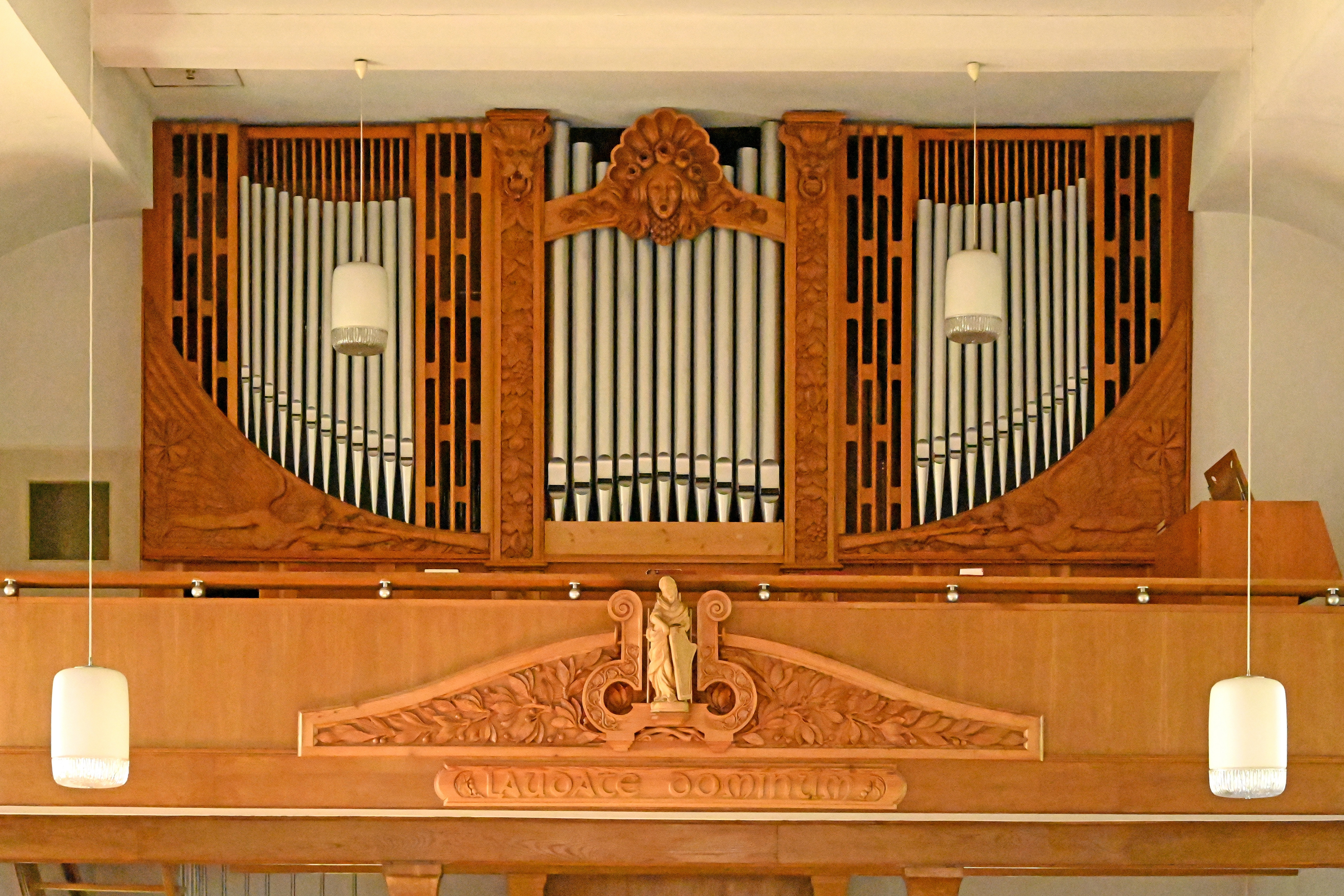
Voit-Orgel (1900)
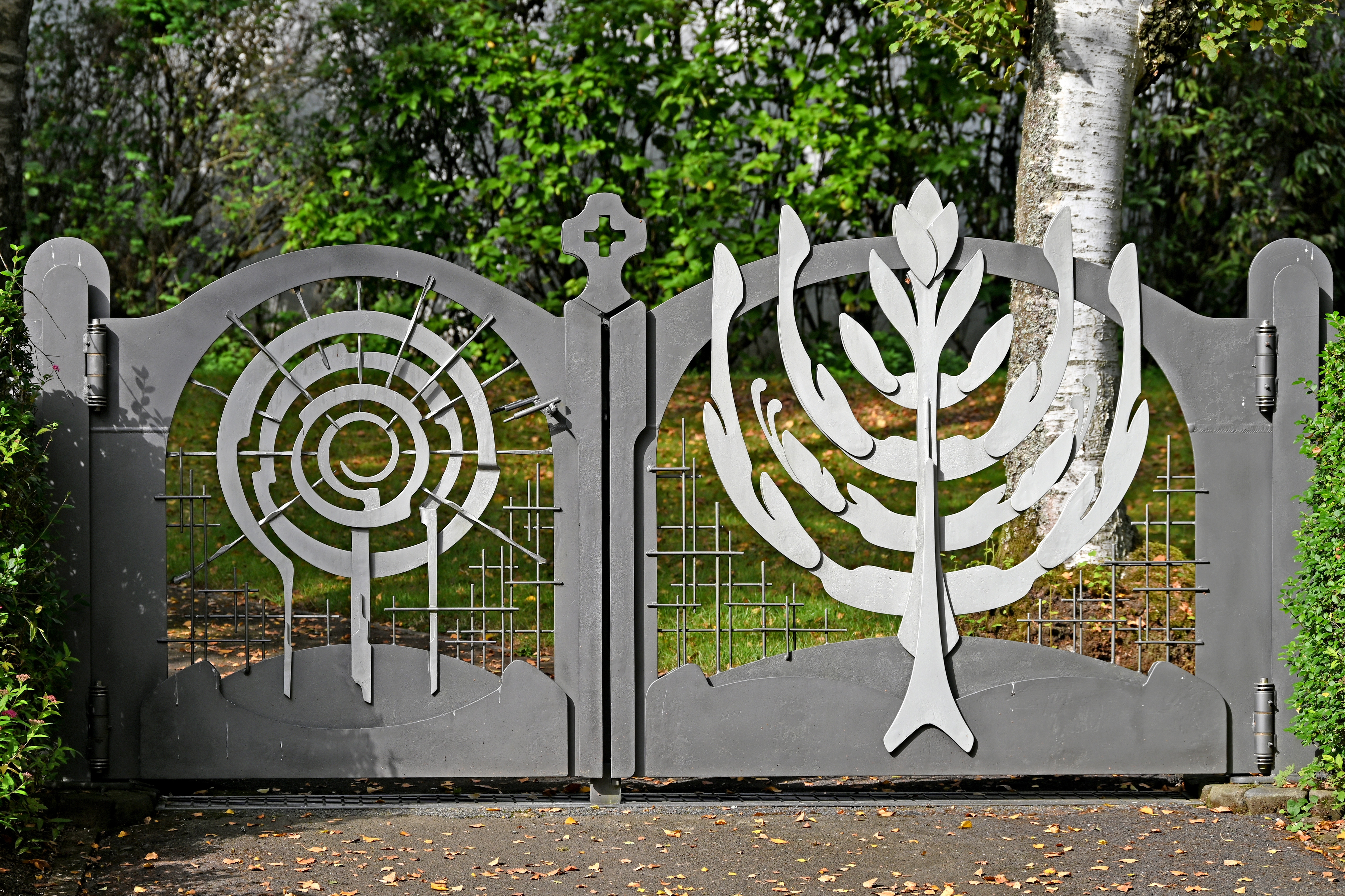
Friedhofstor